# Guillaume Gibault
Pour les articles homonymes, voir Gibault.
Guillaume Gibault, né le 17 juin 1985 à Paris, est un entrepreneur et homme d'affaires français. Il est le fondateur de l'entreprise Le Slip français.

## Biographie
Après des études à HEC Paris, il intègre le Graduate Program de General Electric puis devient chef des ventes chez Bio c'bon. Dans cette entreprise, il côtoie le fondateur de la chaîne et entrepreneur Thierry Chouraqui. En 2011 il se lance dans l'entrepreneuriat. Il crée la société Le Slip français. Après avoir trouvé les financements, le produit et l’atelier de confection, il se retrouve avec 600 slips et une camionnette. Il va alors prendre le pari du savoir-faire français et de la volonté des consommateurs à acheter local.
Il va donner des noms de sous-marins français à ses modèles : « Le Redoutable », « Le Terrible », « Le Conquérant ».
Il pratique la boxe et le kitesurf et est défenseur du Made in France.